# Besvimelse
Besvimelse er en tilstand, hvor kroppen ikke reagerer på eksterne stimuli. Det skyldes at der ikke hurtigt nok kommer iltet blod til hjernen. De første kendetegn ved besvimelse er svimmelhed og en nedsættelse af synet; hertil kan komme tinnitus, og følelsen af varme. Tilstanden går i reglen hurtigt over, da den besvimede falder om, hvorved blodtilførslen til hovedet bedres næsten øjeblikkeligt. 
Synkope er et kortvarigt tab af bevidsthed (fra få sekunder til få minutter).